# مقام جبل الأربعين
مقام جبل الأربعين وهو مغارة في جبل قاسيون تدعى بمغارة الدم لأن فيها صخرة بلون أحمر قيل أنها تمثل الأداة التي قتل بها قابيل آخاه هابيل (إبني آدم)، ويوجد في المغارة شق يقطر منه الماء.
تقول الأسطورة أن قابيل قتل أخاه هابيل في هذا المكان فشهق الجبل لهول الجريمة وظهرت مغارة صغيرة على شكل فم مفتوح كنتيجة لشهقة الجبل. كما توجد مغارة صغيرة يقال أنه يخرج منها الأربعين رجل صالح الأبدال ولهم في المصلى أربعين محراب ومنها ظهرت مقولة «شام شريف» إذ أن هؤلاء الأربعين يحمون الشام، كما يوجد محراب للنبي إبراهيم ومحراب للخضر.